# Паніка на вулицях
«Паніка на вулицях» (англ. Panic in the Streets) — фільм нуар режисера Елії Казана, що вийшов на екрани в 1950 році.
Фільм зроблений за оповіданням Едни і Едварда Енхалтів «Карантин, деякі люблять холодніше», сценарій написали Річард Мерфі і Деніел Фукс. Фільм розповідає про боротьбу офіцера Міністерства охорони здоров'я США (Річард Відмарк) і капітана міської поліції (Пол Дуглас) з відвернення загрози епідемії легеневої чуми в Новому Орлеані. Протягом одного-двох днів вони повинні виявити носіїв смертельно небезпечного захворювання, поки воно не отримає масового поширення. Зараженими виявляються бандити, які вбили людину. Відчуваючи, що на них йде полювання, вони всіляко ховаються від переслідування влади. Фільм знятий повністю на натурі в Новому Орлеані, і в ньому зайнято безліч жителів міста.
Фільм відноситься до категорії нуарових трилерів, об'єднаних темою загрози масового ураження населення до цієї ж категорії належать фільми нуар «Вбивця, залякавший Нью-Йорк» (1950) і «Місто страху» (1959).
У 1950 році на Венеціанському кінофестивалі фільм приніс Елії Казану Міжнародну премію і номінацію на головний приз — Золотого лева, а Національна рада критиків США включила фільм в десятку найкращих фільмів року. У 1951 році Гільдія письменників Америки номінувала сценариста Річарда Мерфі на премію за найкращу американську драму і на Премію Роберта Мелтзера за сценарій, який найбільш вміло розглядає проблеми американської життя. Нарешті, в 1951 році Една і Едвард Енхалти завоювали Оскар за найкращу історію для фільму.

## Сюжет
В Новому Орлеані в одному з злачних припортових кварталів кілька людей грають в карти. Одному з гравців стає погано, і він хоче вийти з гри і забрати свій пристойний виграш у 191 долар, однак решта умовляють його продовжити гру. Тим не менш, він забирає гроші, і, стікаючи потом і похитуючись, виходить на вулицю. Дрібний гангстер Блекі (Джек Пеланс), який брав участь в грі, не хоче втрачати програні гроші. Він наказує двом своїм підручним — Фітчу (Зеро Мостел) і Полді (Гі Томаджан) — наздогнати пішов. Починається погоня за промисловій зоні, яка закінчується тим, що бандити заганяють тікає в кут на одному зі складів, після чого Блекі холоднокровно вбиває його двома пострілами в упор і забирає гроші.

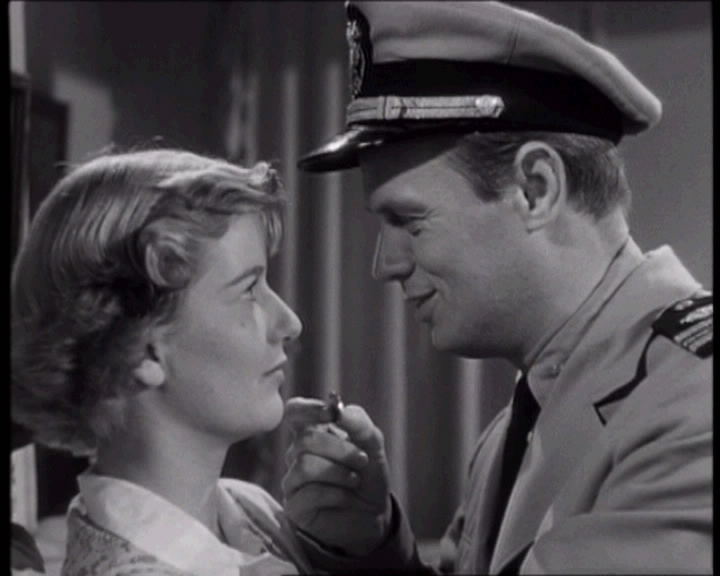
Клінтон Рід (Річард Відмарк) з дружиною Ненсі (Барбара Бел Геддес)

На наступний ранок в порту виявляють невпізнаний труп вбитого. Судячи по двох кульовим отворів, поліція припускає, що жертва була застрелена, а потім утоплена. Однак судмедексперт при уважному огляді тіла виявляє в крові вбитого підозрілі мікроби, після чого негайно викликає спеціального представника Міністерства охорони здоров'я США, капітана-лейтенанта Клінтона Ріда (Річард Відмарк).
У Ріда видався перший за шість тижнів вихідний, який він проводить з дружиною Ненсі (Барбара Бел Геддес) і сином Томмі (Томмі Реттіг), але тим не менше після дзвінка він вирішує поїхати і самостійно оглянути тіло. Після ретельного вивчення трупа, Рід встановлює, що у вбитого була легенева чума, особлива різновид бубонної чуми, яка передається повітряно-крапельним шляхом і може викликати епідемію в місті, загрожує масовими смертями. Рід вимагає негайно кремувати заражене тіло, а також зібрати всіх, хто з ним контактував, для проведення щеплень. Він також заявляє, що необхідно терміново встановити особу мерця, а також тих, хто контактував з ним протягом декількох останніх днів, включаючи його вбивць.

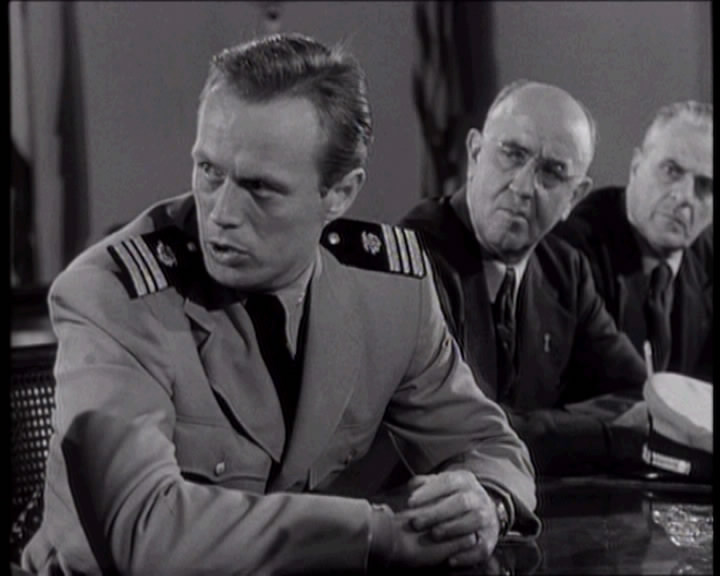
Рід говорить про загрозу зараження міста чумою на нараді у мера Нового Орлеана

Незабаром мер міста проводить нараду з представниками адміністрації, комісаром поліції та іншими чиновниками, на якому Рід доповідає, що у них є всього 48 годин, щоб врятувати Новий Орлеан від чуми, для чого потрібно виявити і прищепити всіх, хто контактував з переносником хвороби. Багато чиновників не сприймають слова Ріда з усією відповідальністю. Зокрема, вони пропонують дати прикмети померлого через пресу, щоб швидше виявити його зв'язки та виявити вбивць. Однак Рід виступає категорично проти, стверджуючи, що будь-який публічний розголос у цій справі призведе до паніки, в результаті якої почнеться масова втеча людей з міста, що врешті-решт може призвести до швидкого поширення епідемії на всю країну. Зрештою, мер підтримує Ріда і дає доручення комісару поліції і його заступникові, капітану Воррену (Пол Дуглас) надати Ріду всіляке сприяння.
Судмедексперти встановлюють, що загиблий був вірменином, чехом чи іншим східноєвропейцем. Поліція починає масові облави і затримання всіх підозрілих осіб, що мають відношення до цих земляцтвам. Серед інших на допит потрапляє і Фітч, який мав раніше приводи в поліцію, проте він не зізнається, що знав убитого. Розуміючи, що метод масових облав і допитів навряд чи допоможе швидко вийти на слід заражених, Рід вирішує вести розслідування власним шляхом, про що він ставить до відома капітана Воррена. Капітан вважає, що Рід демонструє таку активність заради просування по службі, але тим не менш не заперечує, щоб Рід вів паралельне розслідування.

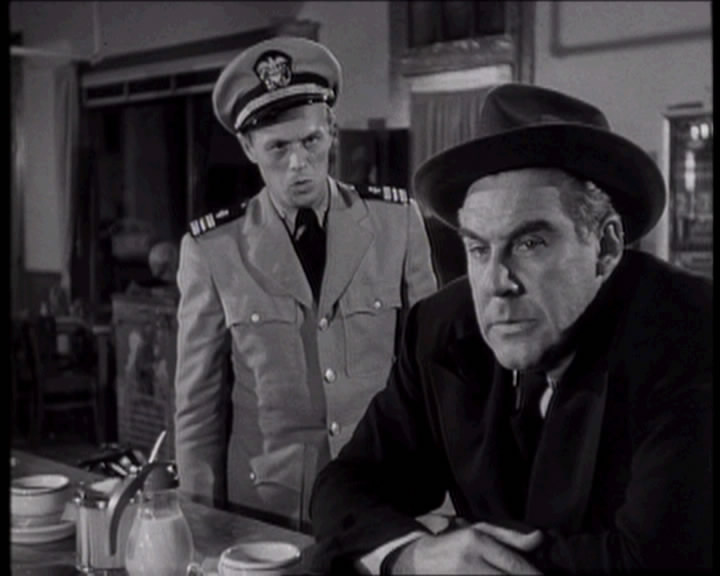
Клінтон Рід і капітан Воррен обговорюють план подальших дій

Оскільки ніхто з численних допитаних не зміг упізнати померлого, Рід припускає, що той проник до місто зовсім недавно, і, по всій видимості, нелегально на одному з торговельних кораблів. Рід спрямовується на біржу найму на морські суду, і через гучномовець оголошує присутнім морякам, що роздасть їм фотографії людини, обіцяючи винагороду в 50 доларів тому, що пізнає його або повідомить про нього якусь інформацію. Ніхто з моряків однак не дізнається вбитого, і Рід каже, що протягом двох годин буде чекати в барі навпроти, на випадок, якщо хто-небудь згадає щось і захоче з ним поділитися.
Через деякий час в бар заходить дівчина, повідомляючи Ріду, що її приятель Чарлі (Вілсон Бург-молодший), схоже, щось знає про вбитого і готовий за винагороду поділитися інформацією. Рід слід за нею на невеликий човен, яка служить їм будинком. Забравши гроші, Чарлі знехотя визнає, що повернувся з плавання на кораблі «Королева Нілу», на борту якого нелегально прибув хворий чоловік, схожий на зображеного на фотографії.
Тим часом повернувся з допиту Фітч розповідає Блекі, що у справі про вбивство людини, якого, як з'ясовується, звуть Кочак, поліція розгорнула широкомасштабний розслідування. Фітч побоюється, що його схопить поліція, і хоче негайно втекти з міста. Однак Блекі підозрює, що така активність поліції, мабуть, пов'язана з тим, що Кочак нелегально ввіз в країну якийсь особливо цінний товар, можливо, наркотики. Так як при ньому нічого не виявлено, найімовірніше, він сховав товар у свого кузена Полді. Блекі вимагає від Фітча негайно розшукати і привести Полді.
Рід і Воррен, між якими, нарешті, встановилося повне взаєморозуміння, спрямовуються на борт корабля «Королева Нілу», однак при допиті капітан не зізнається, що перевозив будь-яких нелегалів або контрабанду, і в ультимативній формі просить американських офіцерів покинути корабель, який знаходиться за межами територіальних вод США. Тоді Рід звертається безпосередньо до зібралася команді корабля, кажучи, що вони можуть померти від чуми, якщо на борту був той хворий чоловік, якого вони розшукують. У цей момент один з підлеглих Ріда повідомляє, що після огляду трюму він прийшов до висновку, що на кораблі може бути 150-180 щурів, які могли служити джерелом чуми. Після цих слів матроси всупереч волі капітана і боцмана вимагають медичного захисту. Вони призводять китайця-кока з ознаками захворювання, який контактував з перебували на борту хворим нелегалом по імені Кочак. Після цього Рід з колегами робить всім морякам щеплення, одночасно проводячи допит, під час якого один з моряків згадує, що Кочак весь час мріяв поїсти кебаб.

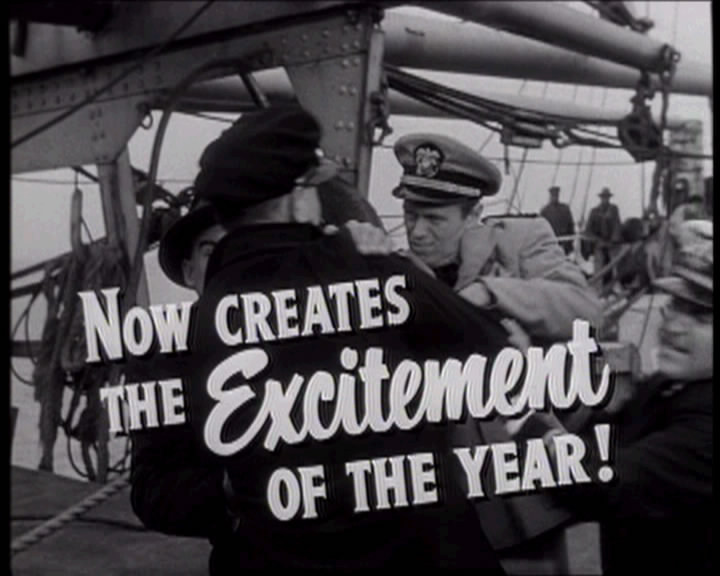
Клінтон Рід вступає в сутичку з капітаном «Королеви Нілу»

Вхопившись за цю ниточку, Рід і Воррен прочісують всі грецькі ресторани в місті. В п'ятнадцятому за рахунком ресторані вони пред'являють фотографію Кочака його власнику Джону Мифарису (Алексіс Мінотіс), який йде показати її дружині Риті (Елін Стівенс). Рита каже чоловікові, що знає Кочака і вчора обслуговувала його, проте не хоче, щоб в їхні справи втручалася поліція, і просить чоловіка відповісти, що вони нічого не знають, навіть незважаючи на попередження, що вони можуть постраждати від небезпечної хвороби.
У поліцейській дільниці стежив за Ворреном і Рідом газетний репортер Нефф (Ден Рісс) вимагає від них пояснень щодо загрози епідемії в місті, щоб опублікувати цю сенсаційну новину в газеті. Щоб запобігти витоку інформації і наступну паніку, Воррен дає вказівку тимчасово посадити журналіста в тюремну камеру.
Пізно увечері змучений Рід повертається додому, щоб трохи відпочити, і в цей момент дружина повідомляє йому, що вагітна. Рід вже вибився з сил і не знає, що робити далі, але дружина надихає його словами, що зараз він став головною особою в місті й доля величезної кількості людей знаходиться в його руках.
Через деякий час мер міста викликає Воррена і Ріда на зустріч, вимагаючи негайно звільнити репортера, щоб уникнути юридичних переслідувань, і не перешкоджати йому в публікації видобутої їм інформації. Воррен проти свого бажання виконує вказівку мера, розуміючи, що у них залишилося близько чотирьох годин до виходу газет, щоб знайти інфікованих людей.
Блекі стурбований тим, що Полді від нього ховається, і підозрює, що той вирішив привласнити собі контрабанду Кочака і разом з нею втекти з міста. Від свого інформатора, який торгує газетами карлика, Блекі дізнається, що Полді знімає кімнату над рестораном Мифариса. Блекі разом з Фітчем піднімається до Полді на другий поверх, де бачить, що той тяжко хворий і бурмоче щось нескладне. Блекі виганяє викликану до Полді медсестру, яка наполягає на негайній госпіталізації, і запрошує свого лікаря. Гангстер вимагає, щоб лікар привів хворого до тями, після чого починає жорстоко допитувати Полді, вимагаючи сказати, де знаходиться контрабанда. Так як від хворого не вдалося нічого добитися, на вимогу Блекі лікар повідомляє адресу підпільної клініки, де Полді зможуть привести в почуття. Блекі бере носилки і разом з Фітчем збирається транспортувати Полді за отриманим адресою.

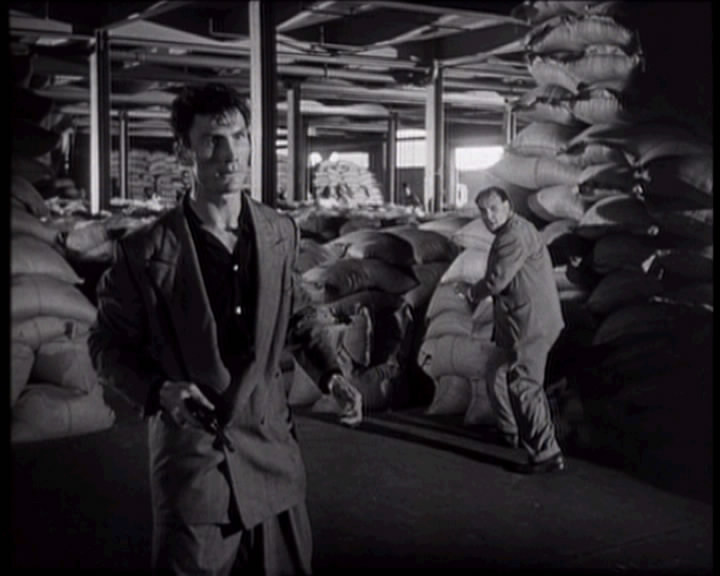
Блекі (Джек Пеланс) і Фітч (Зеро Мостел) ховаються від поліції на складах порту Нового Орлеана

У цей момент Воррен отримує по рації повідомлення, що від лихоманки померла Рита, дружина Мифариса. Разом з Рідом він негайно виїжджає в ресторан. Побачивши, що під'їхала поліцію, Блекі і Фітч квапливо спускають Полді на ношах з другого поверху. На сходах їм навперейми кидається Рід, вимагаючи зупинитися. Блекі і Фітч жбурляють носилки разом з Полді через поручні сходів і тікають в напрямі порту, по дорозі викравши овочевий фургон.
Рід і Воррен переслідують їх на поліцейських машинах, а потім по території портових фабрик і складів. Поліція встановлює оточення навколо всього кварталу, а Рід продовжує відчайдушну погоню за доків і складах. По дорозі Блекі вбиває одного з охоронців складу, що підштовхує поліцію до більш рішучих заходів, проте Рід просить не вбивати бандитів, щоб допитати їх про можливі контакти з іншими людьми. На одному зі складів, де ховаються Блекі і Фітч, Рід зупиняється і намагається їм пояснити, що хоче врятувати їм життя, так як скоріше всього вони інфіковані чумою. Однак Блекі не звертає уваги на ці слова і тікає, захоплюючи Фитча з собою. Вони ховаються під містками у порту, проте Рід помічає їх і продовжує переслідування. Підійшовши впритул до човна, він бачить лежить в ній Фитча. Коли Рід намагається підняти його, сховавшись Блекі збиває Ріда з ніг сильним ударом по голові, а потім намагається застрелити його. У цей момент спустився на містки Воррен зауважує Блекі і першим стріляє в нього. Злякавшись пострілів, Фітч кидається назустріч поліцейським зі словами, що він все розповість і просить його врятувати. Блекі стріляє в свого підручного, потрапляючи в йому спину, а потім тікає уздовж пірса. Переслідуваний поліцією, він намагається піднятися по канату на борт корабля, однак, знесилившись, падає у воду.
Воррен відвозить Ріда додому, по дорозі повідомляючи, що Полді дійсно отримав від Кочака контрабанду, але це був всього лише валізу з духами вартістю 200-300 доларів. Ненсі зустрічає чоловіка і вони, обійнявшись, проходять в будинок. У цей момент по радіо повідомляється про успішно проведеної операції по затриманню небезпечних злочинців і запобігання епідемії.

## У ролях
- Річард Відмарк — капітан-лейтенант «Клінт» Рід
- Пол Дуглас — капітан Тому Воррен
- Барбара Бел Геддес — Ненсі Рід
- Джек Паланс — Блекі
- Зеро Мостел — Реймонд Фітч
- Алексіс Мінотіс — Джон Мефаріс, власник грецького ресторану
- Ден Рісс — Нефф, газетний репортер
- Томмі Кук — Вінс Полді, молодший брат
- Томмі Реттіг — Томмі Рід (в титрах не вказаний)

## Творці фільму і виконавці головних ролей
Режисер фільму Еліа Казан був одним з найбільш визнаних голлівудських режисерів 1940-60-х років. Як найкращий режисер він був удостоєний премій Оскар за проблемні нуаровые драми «Джентльменська угода» (1947) і «В порту» (1954), а також був номінований на цю нагороду за драми «Трамвай „Бажання“» (1951), «На схід від раю» (1955) і «Америка, Америка» (1963). Однак, як зазначає критик Аткінсон, «Паніка на вулицях» «виглядає свіжо і сьогодні, і легко переграє», принаймні, на його думку, «більш знамениті картини Казана, такі як „Трамвай Бажання“, „Віва, Сапата!“ (1952), „В порту“, „На схід від раю“ і навіть „Пишність в траві“ (1961)».
У 1948 році актор Річард Уидмарк був номінований на Оскар за роль у фільмі нуар «Поцілунок смерті» (1947). Крім того, він зіграв свої найкращі ролі в таких значущих фільмах нуар, як «Вулиця без назви» (1948), «Придорожнє заклад» (1948), «Виходу немає» (1950), «Ніч і місто» (1950), «Пригода на Саут-Стріт» (1953), а пізніше — в післявоєнній драмі Стенлі Крамера «Нюрнберзький процес» (1963). Який дебютував у цьому фільмі Джек Пеланс згодом двічі номінувався на Оскар за найкращі ролі другого плану у фільмі нуар «Раптовий страх» (1952) і в вестерні «Шейн» (1953), а пізніше отримав Оскар за фільм «Міські піжони» (1991).

## Оцінка фільму критикою

### Загальна оцінка фільму
Після виходу на екрани фільм отримав переважно позитивні оцінки. Так, журнал «Variety» назвав його «виключної мелодрамою з переслідуванням», виділивши «щільний сценарій і постановку». Хоча фільм «розповідає про успішних спробах схопити парочку злочинців, які є носіями мікробів, щоб запобігти поширенню чуми і паніку у великому місті», тим не менше «чума є десь побічною темою порівняно з темою копів і бандитів». Журнал також відзначає, що «у фільмі багато жвавого дії, хороших людських емоцій і деяких незвичайних моментів».
Пізніше критики також високо оцінювали картину. Журнал «TimeOut» назвав її «відмінним трилером, набагато менше навантаженим значимістю, ніж більшість фільмів Казана», далі зазначивши, що в картині «разюче добре поєднуються жанр фільм нуар і метод психологічної акторської гри», який сповідувала Акторська студія в Нью-Йорку, особливо коли «панічні пошуки набирають свій хід». «TimeOut» відзначає також «загострений реалізм і першокласну акторську гру» в картині.
Кінознавець Спенсер Селбі вважає, що це «унікальний фільм, який поєднує похмуру нуарову загрозу з реалістичним зображенням повсякденного життя державного службовця». Кінокритик Джонатан Розенбаум вважає, що «це найкращий і найбільш забутий із ранніх фільмів Елії Казана — майстерний напружений трилер про лікаря, який намагається знайти банду злодіїв, один з яких, можливо, заражений чумою». Кінокритик Денніс Шварц також вважає картину «одним з найвидатніших, але обійдених увагою фільмів Казана», називаючи її «реалістичним медичним нуаровим трилером», особливо відзначивши, що його зйомки проводилися на натурі в Новому Орлеані.
Кінокритик Майкл Аткінсон вважає, що цей фільм перевершує переважна більшість стандартних нуаров «просто завдяки дорослості своєї свідомості, доведеного до досконалості реалізму, а також відмови від голлівудських легких відповідей і простих рішень». Актінсон пише, що «фільм являє собою щось значно більше, ніж черговий нуар, або навіть „проблемний“ фільм... Хоча по своїй суті це поліцейський процедурал — з епідеміологічним МакГаффином в центрі уваги — це також самий розумний, самий гарний, самий захоплюючий і докладний портрет американської життя, коли-небудь створений в епоху до Голлівудської нової хвилі». Критик відзначає, що в цьому «напруженому трилері гостре увагу Казана до енергетиці переслідування і складність бюрократичних процедур — що пізніше знайшло своє красномовне повторення в таких фільмах, як „Зараження“ (2011) Стівена Содерберга — це лише каркас фільму. Однак у ньому по-справжньому захоплює — це людські характери і відчуття хаосу».

### Стилістика фільму
Кінокритик з Нового Орлеана Девід Лі Сіммонс написав у 2005 році: «Елементи фільму нуар в цій картині беруть свій початок у Німецькому експресіонізмі та повоєнному Італійському неореалізмі. Казан захоплювався тим, як експресіоністи використовували контрастне освітлення для посилення емоційної напруженості, і був пов'язаний з неореалістами своїми „вірите“ зображеннями тих, хто живе на узбіччі суспільства. „Паніка“ дала йому можливість просунути ці стилі далі, експериментуючи зі знімальною технікою та запрошенням на ролі звичайних людей». Майкл Бетцольд зазначає, що «Казан майстерно зняв фільм у напівдокументальному стилі», «задіявши для показу цієї незвичайної історії найкращі голлівудські виробничі можливості».
Майєр підкреслює, що «початок напівдокументальному стилю в кіно поклав шпигунський фільм про роботу ФБР „Будинок на 92-ій вулиці“ в 1945 році, і він досяг свого піку з такими фільмами, як „Оголений місто“ (1948) і „Паніка на вулицях“ (1950)». Дикос додає, що "на трирічний період з 1948 по 1951 рік з'явилися фільми, ненав'язливо і захоплююче поєднують натурні зйомки з архівним матеріалом, серед них «Сила зла» (1948) Абрахама Полонські, «Людина під прикриттям» (1949) Джозефа Х. Льюїса, «Провулок» (1950) Ентоні Манна, «Паніка на вулицях» (1950) Казана, «Ніч і місто» (1950) Дассена і «Він біг всю дорогу» (1951) Джона Беррі.

### Натурні зйомки у фільмі
Як пише кінокритик Ендрю Спайсер, на рубежі 1940-50-х років «Казан відкрив нові можливості великих натурних зйомок, за допомогою яких йому вдалося домогтися більш широкого візуального розмаїття в двох його фільмах — „Бумеранг!“ (1947) і „Паніка на вулицях“ (1950)»... Серед цих двох картин «Паніка на вулицях» «була більш очевидним фільмом нуар з його контрастними нічними зйомками в Новому Орлеані, і з відчайдушною боротьбою за виживання персонажів по обидва боки закону». Також Спайсер зазначає, що деякі критики розглядали картину як свого роду метафору боротьби з поширенням комуністичного впливу в країні в епоху антикомуністичної полювання на відьом в США. Інші критики також звернули увагу на натурні зйомки в цьому фільмі. Зокрема, Розенбаум написав, що «фільм був знятий на натурі в Новому Орлеані», зазначивши також «чудовий акторський склад на других ролях».

#### Міське середовище Нового Орлеана у фільмі
Аткінсон пише, що вже на самому початку фільму сцена, в якій «троє покидьків женуться за хворою людиною по полю, залізничним шляхам (навколо потяга), на території складів і нарешті по провулку для остаточного розбирання, знята одним довгим, далеким динамічним планом, що дає відчути широту подальшої панорами фільму,... який приходить у кафе, бари, ігрові клуби, барачні побудови Французького кварталу, торгові судна, вошиві нічліжки, що працюють склади і фабрики, і все це по-справжньому реально і важко, і позбавлене будь-якого спрощення для зручності фільму». Фільм створює картину Нового Орлеана як «стрімко мінливого плавильного котла, де в кожен момент можна бути викинутим за борт, картину хаосу і нових таємниць». Зайвий раз «це підкреслює той дивний факт, що там майже немає характерного південного акценту... і це у фільмі, наповненому місцевими жителями! Замість цього, серед нью-йоркського скавчання виконавців головних ролей ми отримуємо гобелен з емігрантських голосів, китайських, грецьких, ірландських, мексиканських, італійських, як ніби сам портове місто складається тільки з рухомих кудись іноземців». Все в цьому фільмі, «починаючи від китайського кухаря, ірландського карлика, який торгує газетами і корумпованого капітана корабля до парочки власників грецького ресторану і нескінченних копів і міських робітників, несе моменти вражаючою автентичності та сили».

#### Образ убивць як щурів
«TimeOut» відзначає, що «головна загроза — двоє вбивць, які можуть бути носіями чуми — виразно визначені як щури, що підлягають знищенню — переслідуються по величезному смітнику, дивовижно зрощеної з просоченого потім портової території Нового Орлеана». Шварц також звертає увагу на те, що, як згадується у фільмі, щурі винні у передачі хвороби, і цікаво зазначити, як історія співвідносить щурів з злочинцями, так і ті, і інші являють загрозу для суспільства».

### Оцінка роботи режисера
Критики високо оцінили режисерську роботу Казана. За словами Шварца, «Казан твердо і непохитно ставить цю сувору історію у напівдокументальному стилі, яка приносить задоволення своїм екшном, при цьому пропонуючи розумну і яскраву історію». Аткінсон зазначив, що «в кінці 1940-х років Казан був настільки популярний, що дивно, що у нього взагалі був час спати». До цього фільму він «вже зробив п'ять фільмів і завоював Оскар». Але, на думку Аткінсона, "ніщо в його чудовій фільмографії — навіть «В порту» (1954) чотири роки — не досягає тонкощі, різноманітність текстур і непередбачуваності ритмів «Паніки». Далі критик написав, що «знаменитий своєю постановкою чудової акторської гри, але при цьому рідко удостоювався похвали за свою візуальну хватку, в цій картині Казан представив ці складові в зворотному порядку: знявши цю кримінальну історію в дуже швидкому темпі, він повів великий акторський ансамбль шляхом такого реалізму, який ніхто ще не знав в 1950 році». «Працюючи зі сценарієм, до написання якого доклали руку шість чоловік, включаючи Філіпа Йордана, Казан малює вируючий портрет міста, використовуючи численні зйомки на місцях і наповнюючи кожен куточок фільму справжніми гіпнотичними міськими справами і заняттями». Бетцольд підкреслює, що Казан розробив заснований на розробках Акторській студії "новаторський 1950 року вільний стиль роботи з акторами, який він продовжить відточувати протягом кількох наступних років у фільмах «Трамвай Бажання», «В порту» і «На схід від раю». Критик відзначає, що «Казан використовував багатьох непрофесійних акторів і поставив багато сцени з імпровізаційним або частково імпровізаційним текстом, в результаті чого виник захоплюючий реалізм».

### Оцінка акторської гри
Як вказує Шварц, «першокласний акторський склад видає чудову гру». Майєр пише, що «Відмарк грає в цьому фільмі рідкісну для себе роль законослухняного лікаря ВМС, який бореться з поширенням бубонної чуми в Новому Орлеані». Бетцольд називає гру Відмарка «гіпнотичною в ролі лікаря, покликаного розслідувати таємничу смерть, який виявляється впутаним в зловісний сюжет». У свою чергу «Variety» виділяє Джека Паланса, який «видає сильну гру». На думку Бетцольда, блискуче зіграли також досвідчені Барбара Бел Геддес і Зеро Мостел. Крім того, як зазначає Аткінсон, Казан «домагається переконливої гри від любителів, а також від багатьох професіоналів, майже кожен з яких, ймовірно, видає в цьому фільмі найкращу гру своєї кар'єри».